# Церковь Александра Невского (Малое Скуратово)
Церковь Александра Невского — православный храм Белёвской епархии РПЦ, расположенный на территории Тульской области. В настоящее время Церковь Александра Невского является действующим храмом.
Престолы: Александра Невского, Архипа апостола, Николая Чудотворца, праведной Елизаветы, Виктора мученика.

## История
Храм был заложен в 1863 году, а строительство завершено в 1876 году. Велось оно на средства жителей села Малое Скуратово, а также чернского купца А. К. Кочетова, тульских купцов братьев Васильковых и позже при устроении двух последних приделов князя Виктора Васильевича Кугушева. 29 декабря 1876 года храм был освящён. Алтарь по правую сторону главного, во имя апостола Архипа, день памяти подписания декрета о отмене крепостного права (4 марта н. ст.) освящён 6 августа 1878 года, по левую сторону во имя Николая Чудотворца, покровителя Николая Путяты, на коей земле расположен Храм, освящён 8 сентября 1879 года.
Позже в храме было устроено в трапезной части два придела: с южной стороны — во имя Святой праведной Елизаветы, покровительницы жены князя Кугушева Елизаветы и с северной — во имя мученика Виктора в честь ангела князя Кугушева.
Из икон храма особо почитаема была икона Александра Невского в серебряной чеканной ризе, с накладным золотом на краях работы Сазикова. Эта икона была пожертвована императрицей Марией Александровной.
В интерьере сохранились фрагменты настенной живописи.
9 октября 2013 года на колокольню в храме водружен 12-метровый шпиль, установлено капитальное ограждение, установлена звонница с 7 колоколами.

## Приход
Приход села Малого Скуратова возник в 1877 году, до этого времени Малое Скуратово существовало как сельцо, очень древнее по времени своего первоначального существования (по преданию, село было поместьем Малюты Скуратова, опричника Ивана Грозного). Владельцем села был дворянин Дмитрий Александрович Скуратов, вероятно, потомок Малюты Скуратова — у него хранились жалованные царём Иваном Грозным грамоты, написанные золотыми буквами в виде холста, накатанные на скалках (грамоты были уничтожены пожаром). Считается, что поскольку село это было отдано во владение младшему сыну Малюты, то оно и стало называться Малым Скуратовым. Во время закладки церкви владелицей села была жена Н. В. Путяты, Софья Львовна (урождённая Энгельгардт; 1811—1884).
До 29 декабря 1876 года прихожане села Малого Скуратова причислены были к приходам сначала к Большому Скуратову и Спасскому Ершову, а с 1845 года к приходу села Знаменского-Девочкина.
С 1884 года существовала церковно-приходская школа.